# Mr.Children 2005-2010 ＜macro＞
『Mr.Children 2005-2010 <macro>』（ミスターチルドレン にせんご にせんじゅう マクロ）は、日本のバンド・Mr.Childrenのベスト・アルバム。2012年5月10日にトイズファクトリーより『Mr.Children 2001-2005 <micro>』と2作同時発売された。

## 概要
初回限定盤と通常盤の2形態で発売。初回限定盤はCD+DVD、通常盤はCDのみ。また、初回限定盤には「ライナーノーツ」「ブックレット」「ステッカー」も付属している。本作の発表と同時にドームツアー『MR.CHILDREN TOUR POPSAURUS 2012』の開催が発表された。
1992年5月10日発売の1stミニアルバム『EVERYTHING』によるデビューから満20年となる2012年5月10日に発売された。日本では未発売の『LAND IN ASIA』を含め通算5枚目となるベスト・アルバム。全曲においてテッド・ジェンセンによるリマスタリングが行われている。
本作には27thシングル『四次元 Four Dimensions』を除く2005年から2010年までにリリースされたシングルA面曲全曲と、12thアルバム『I ♥ U』から16thアルバム『SENSE』までのアルバム曲が収録されている。また、発売前には『Mr.Children 2001-2005 <micro>』同様に本作の収録曲に新たにタイアップが付いており、32ndシングル『GIFT』が資生堂「MAQuillAGE」CMソングに起用されている。
ジャケットのイメージは「卵子」であり、『Mr.Children 2001-2005 <micro>』のジャケットのイメージである「精子」と対になっている。桜井は『TOUR POPSAURUS 2012』のMCで「人間の中で、最も大きい細胞が卵子で、最もちっちゃい細胞が精子です。その卵子と精子がーー合わさってさ（笑）、新しい命が生まれてくれたらいいなあって。今日のライブとか、アルバムを聴いたりして、何か心の中で生まれてくれたらいいなと願ってます。」と語っている。アートディレクターは同年発売の34thシングル『祈り 〜涙の軌道/End of the day/pieces』に引き続き伊東玄己が担当した。

## チャート成績
2012年5月21日付オリコンチャートで初登場1位を獲得、発売初週は木曜日発売であったため集計日数が1日少なかったが約73.2万枚を売り上げた。また、『Mr.Children 2001-2005 <micro>』と共に2週連続で1位・2位を独占し、同一アーティストによる2回目の週間アルバムチャート複数週1位・2位独占はオリコン史上初の快挙となった。
発売3週目の2012年6月4日付オリコンチャートでも1位を獲得。Mr.Childrenのアルバムで3週連続1位を獲得したのは本作が初となる。
発売4週目の2012年6月11日付オリコンチャートで売上が100万枚を突破し、Mr.Childrenのアルバムでは通算13作目となるミリオンセラーを達成。累計売上は121.7万枚。オリコン集計によるアルバムミリオンセラーは『いきものばかり〜メンバーズBESTセレクション〜』（いきものがかり）が2011年1月10日付で達成して以来1年5か月ぶりで、1990年代・2000年代・2010年代の3年代連続アルバムミリオンセラーは井上陽水が1970年代・1980年代・1990年代の3年代連続で達成して以来2組目（バンド・グループでは史上初）の快挙となった。
『Mr.Children 2001-2005 <micro>』と共に5週連続でTOP5入りを達成し、同一アーティストによる5週連続2作同時TOP5入りはイエロー・マジック・オーケストラが『ソリッド・ステイト・サヴァイヴァー』『増殖』の2作で達成して以来31年10か月ぶりで、CD作品では史上初の快挙となる。
2012年度オリコン上半期アルバムランキングで1位を獲得。Mr.Childrenのアルバムが上半期ランキングで1位となったのは6thアルバム『BOLERO』、13thアルバム『HOME』、15thアルバム『SUPERMARKET FANTASY』に続いて4作目となり、これまで1位タイとなっていた井上陽水を上回って男性アーティスト最多獲得回数を更新した。また、『Mr.Children 2001-2005 <micro>』と共に1位・2位を独占し、同一アーティストによる上半期アルバムランキング1位・2位独占は井上陽水が1975年に『氷の世界』『二色の独楽』で達成して以来37年ぶり史上3組目となる。
2012年度オリコン年間アルバムランキングでも首位となり、『HOME』以来5年ぶりに年間1位となった。また、2位の『Mr.Children 2001-2005 <micro>』と共に1位・2位を独占。同部門の同一アーティストによる年間1位・2位独占は1998年にB'zが『B'z The Best "Pleasure"』『B'z The Best "Treasure"』で達成して以来14年ぶりで、井上陽水、B'zに次ぎ史上3組目の記録達成となった。

## 収録内容
| 全作詞・作曲: 桜井和寿、全編曲: 小林武史 & Mr.Children。 |                |          |            |      |
| #                                                        | タイトル       | 作詞     | 作曲・編曲 | 時間 |
| 1.                                                       | 「Worlds end」 | 桜井和寿 | 桜井和寿   | 5:32 |
| 2.                                                       | 「僕らの音」   | 桜井和寿 | 桜井和寿   | 5:02 |
| 3.                                                       | 「箒星」       | 桜井和寿 | 桜井和寿   | 5:11 |
| 4.                                                       | 「しるし」     | 桜井和寿 | 桜井和寿   | 7:10 |
| 5.                                                       | 「フェイク」   | 桜井和寿 | 桜井和寿   | 4:54 |
| 6.                                                       | 「彩り」       | 桜井和寿 | 桜井和寿   | 5:25 |
| 7.                                                       | 「旅立ちの唄」 | 桜井和寿 | 桜井和寿   | 5:36 |
| 8.                                                       | 「GIFT」       | 桜井和寿 | 桜井和寿   | 5:49 |
| 9.                                                       | 「HANABI」     | 桜井和寿 | 桜井和寿   | 5:42 |
| 10.                                                      | 「花の匂い」   | 桜井和寿 | 桜井和寿   | 5:12 |
| 11.                                                      | 「エソラ」     | 桜井和寿 | 桜井和寿   | 5:06 |
| 12.                                                      | 「fanfare」    | 桜井和寿 | 桜井和寿   | 6:17 |
| 13.                                                      | 「擬態」       | 桜井和寿 | 桜井和寿   | 5:50 |
| 14.                                                      | 「365日」      | 桜井和寿 | 桜井和寿   | 5:36 |
| 合計時間:                                                | 合計時間:      | 78:22    |            |      |

| #   | タイトル       | 作詞 | 作曲・編曲 | 備考                         |
| --- | -------------- | ---- | ---------- | ---------------------------- |
| 1.  | 「Worlds end」 |      |            |                              |
| 2.  | 「箒星」       |      |            | ショートバージョンでの収録。 |
| 3.  | 「しるし」     |      |            |                              |
| 4.  | 「フェイク」   |      |            |                              |
| 5.  | 「彩り」       |      |            |                              |
| 6.  | 「旅立ちの唄」 |      |            |                              |
| 7.  | 「GIFT」       |      |            |                              |
| 8.  | 「HANABI」     |      |            |                              |
| 9.  | 「花の匂い」   |      |            |                              |
| 10. | 「エソラ」     |      |            |                              |

## 楽曲解説
1. Worlds end
  - 12thアルバム『I ♥ U』収録曲。
2. 僕らの音
  - 12thアルバム『I ♥ U』収録曲。
3. 箒星
  - 28thシングル。
4. しるし
  - 29thシングル。
5. フェイク
  - 30thシングル。
6. 彩り
  - 13thアルバム『HOME』収録曲。
7. 旅立ちの唄
  - 31stシングル。
8. GIFT
  - 32ndシングル。
9. HANABI
  - 33rdシングル。
10. 花の匂い
  - 1st配信限定シングル。
11. エソラ
  - 15thアルバム『SUPERMARKET FANTASY』収録曲。
12. fanfare
  - 2nd配信限定シングル。
13. 擬態
  - 16thアルバム『SENSE』収録曲。
14. 365日
  - 16thアルバム『SENSE』収録曲。

## 参加ミュージシャン
- Mr.Children
  - 桜井和寿：Vocal & Guitar
  - 田原健一：Guitar
  - 中川敬輔：Bass
  - 鈴木英哉：Drums
- 小林武史：Keyboards (#1 - #14)
- 吉田誠：Computer Programming
- 安達練：Computer Programming
- 山本拓夫：Sax (#11, #12)
- 西村浩二：Trumpet  (#11, #12)
- 川城恵：Oboe (#7)
- 奥村晶：Trumpet (#11)
- 広原正典：Trombone (#11)
- 菅坂雅彦：Trumpet (#12)
- 中川英二郎：Trombone (#12)
- 片岡雄三：Trombone (#12)
- 山城純子：Bass trombone (#12)
- 四家卯大ストリングス：Strings (＃1, #2, #4, #7 - #9, #11, #12, #14)
- 四家卯大：Cello (#7 - #9, #11, #12, #14)
- 沖祥子：Violin (#7 - #9, #11, #12, #14)
- 伊勢三木子：Violin(#7 - #9, #11)
- 菊地幹代：Viola (#7 - #9, #11)
- 小倉博和：Bouzouki＆12 String guitar (#13)

## テレビ出演
| 番組名                   | 日付          | 放送局     | 演奏曲          |
| ------------------------ | ------------- | ---------- | --------------- |
| ミュージックステーション | 2012年5月4日  | テレビ朝日 | Worlds end      |
| ミュージックステーション | 2012年5月4日  | テレビ朝日 | 365日           |
| 僕らの音楽               | 2012年5月4日  | フジテレビ | ニシエヒガシエ  |
| 僕らの音楽               | 2012年5月4日  | フジテレビ | End of the day  |
| 僕らの音楽               | 2012年5月4日  | フジテレビ | 365日           |
| Music Lovers             | 2012年5月6日  | 日本テレビ | fanfare         |
| Music Lovers             | 2012年5月6日  | 日本テレビ | 祈り ～涙の軌道 |
| 僕らの音楽               | 2012年5月11日 | フジテレビ | 名もなき詩      |
| 僕らの音楽               | 2012年5月11日 | フジテレビ | youthful days   |
| 僕らの音楽               | 2012年5月11日 | フジテレビ | 祈り ～涙の軌道 |
| Music Lovers             | 2012年5月13日 | 日本テレビ | 擬態            |
| Music Lovers             | 2012年5月13日 | 日本テレビ | End of the day  |
| Music Lovers             | 2012年5月13日 | 日本テレビ | くるみ          |